# Bechhofen, Bayern
Bechhofen är en köping (Markt) i Landkreis Ansbach i Regierungsbezirk Mittelfranken i förbundslandet Bayern i Tyskland.